# MOSH
MOSH- serwis uruchomiony przez Nokię w sierpniu 2007.
Jest to strona "tworzona" przez użytkowników i jest dostępna zarówno w pełnej wersji - do odczytu z komputerów, jak i mobilnej.
Użytkownicy, którzy się zarejestrowali mogą wysyłać swoje pliki takie jak: dźwięki, filmy, gry, zdjęcia, dokumenty i aplikacje na serwer MOSH.
Nazwa MOSH wzięła się od dwóch słów: "mobilize and share" co znaczy "mobilność i dzielenie się"
Na razie MOSH serwis działa w wersji beta, ale funkcjonalność jest bardzo duża.
Od około połowy roku 2009 Nokia Mosh zmieniła się w Nokia Ovi Store